# باول كينغ
باول كينغ (25 فبراير 1979 في المملكة المتحدة - ) (بالإنجليزية: Paul King)‏ هو لاعب كريكت بريطاني. لعب مع Suffolk County Cricket Club ‏.

## وصلات خارجية
- باول كينغ على موقع إي آس بي آن كريك إنفو (الإنجليزية)